# Вулиця Яна Райніса (Київ)
Вулиця Яна Райніса — вулиця в Солом'янському районі міста Києва, місцевість Відрадний. Пролягає від вулиці Академіка Потебні до кінця забудови.
Прилучається Далека вулиця.

## Історія
Виникла в 1950-ті роки як вулиця без назви. Сучасна назва на честь латиського поета і драматурга Яніса Райніса — з 1959 року.